# Sentimientos de la Nación

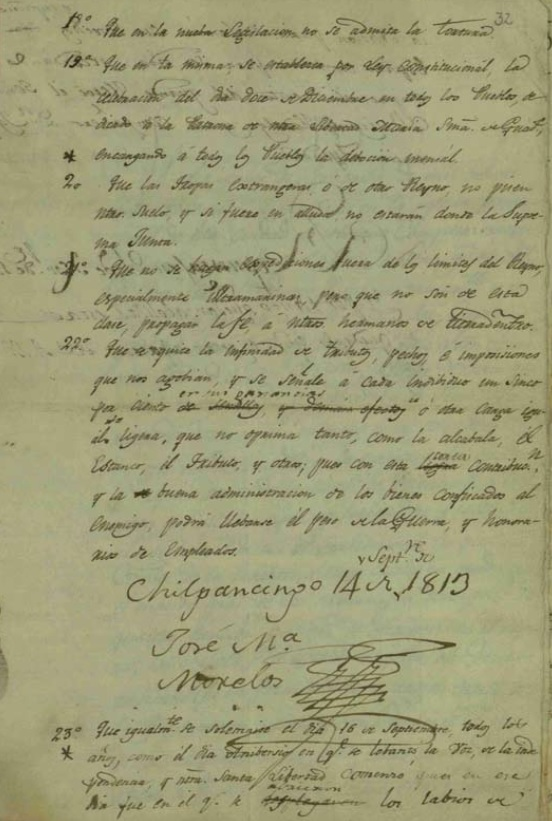
Página 3 del documento Sentimientos de la Nación (1813)

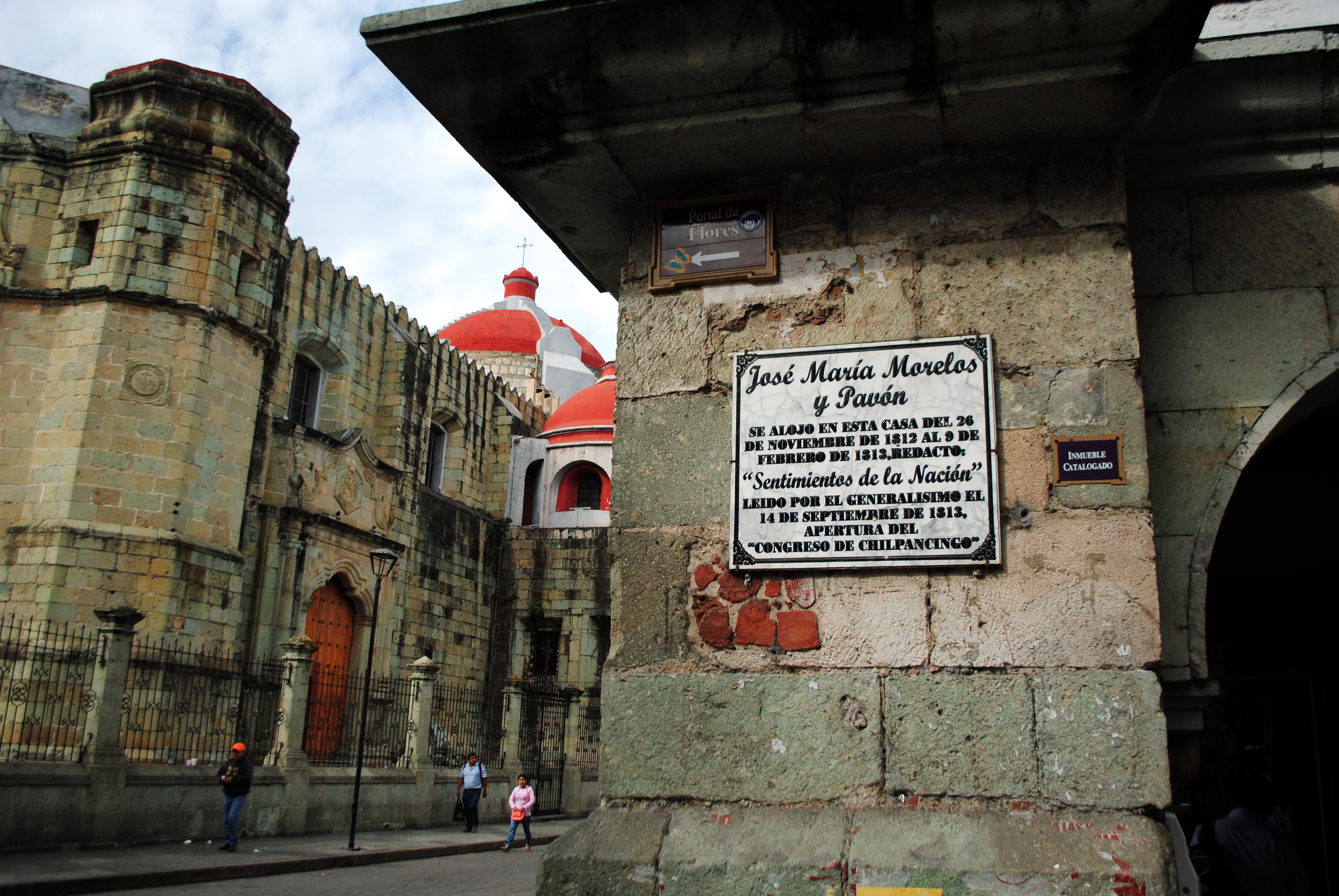
Placa en el Portal de las Flores de Oaxaca, que indica que Morelos escribió ahí los Sentimientos de la Nación.

Sentimientos de la Nación es un documento que fue dictado por José María Morelos y Pavón entre el 26 de noviembre de 1812 y el 9 de febrero de 1813 y redactado por Andrés Quintana Roo, para ser leído el día 14 de septiembre de 1813 durante la apertura del Congreso de Anáhuac en la ciudad de Chilpancingo, ese entonces, dentro de la Provincia de Tecpan. Es considerado uno de los textos políticos mexicanos más importantes, el conjunto de ideas expresadas se fundamenta en la Constitución de Cádiz, la Guerra de Independencia de los Estados Unidos, así como en la Revolución francesa.

## Antecedentes
Tras la muerte de Miguel Hidalgo e Ignacio Allende, Ignacio López Rayón encabezó a las fuerzas insurgentes que se encontraban en Saltillo, tomó la plaza de Zacatecas y se dirigió a Zitácuaro en donde convocó la Suprema Junta Gubernativa de América, la cual tuvo la finalidad de establecer un orden jurídico y político de los grupos insurgentes en el país. Los primeros vocales de la junta fueron José María Liceaga, José Sixto Verduzco y el propio López Rayón. Mientras esto ocurría Morelos realizaba campañas en el sur de la Nueva España en el puerto de Acapulco y Cuautla. La junta fue dispersada por los constantes ataques de las fuerzas realistas al mando de Félix María Calleja. Con estas ideas estamos ante lo que daría paso a un Estado democrático y liberal o un Estado de derecho. 

## LosElementos constitucionalesde López Rayón
Ignacio López Rayón hizo circular entre todos los insurgentes un proyecto de constitución política para la que sería una nueva nación independiente. El 30 de abril de 1812 resumió su ideología en treinta y ocho puntos que fueron conocidos como los Elementos constitucionales, entre los más importantes destacan:
- 1.— México es libre e independiente de toda otra nación.
- 2.— La religión católica será la única sin tolerancia de otra.
- 3.— Que todos sus ministros se sustenten de todos, y solos los Diezmos y primicias, y el Pueblo no tenga que pagar más obvenciones que las de su devoción y ofrenda.
- 4.— Que la América es libre e independiente de España y de cualquier otra nación.
- 5.— La soberanía dimana inmediatamente del pueblo, reside en la persona del señor don Fernando VII y su ejercicio en el Supremo Congreso Nacional Americano.
- 6.— Se declara que la soberanía dimana del pueblo, la cual la deposita en sus representantes, dividiendo los poderes de ella en legislativo y judiciario.
- 7.— El Supremo Congreso constará de cinco voces de la potestad que tienen, y cumplimientos del pacto convencional celebrado por la nación el 21 de agosto de 1811.
- 8.— Las funciones de cada vocal durarán cinco años, el más antiguo hará de presidente, y el más moderno de secretario de actos reservados, o que comprendan toda la nación.
- 9.— Que los empleos los obtengan sólo los Americanos.
- 10.— Que no se admitan extranjeros, si no son artesanos capaces de instruir, y libres de toda sospecha.
- 24.— Queda enteramente proscrita la esclavitud.
- 27.— Toda persona que haya sido perjura a la nación sin perjuicio de la pena que se le aplique, se declara infame y sus bienes pertenecientes a la nación.[3]

Debido a los ataques de Calleja, la junta se trasladó a Sultepec, en esa localidad el doctor José María Cos redactó varios documentos, entre ellos el Plan de Paz y Guerra, en el punto dos de este documento se señaló que: España y América son partes integrantes de la monarquía sujetas al rey; pero iguales entre sí y sin dependencia o subordinación de la uno respecto a la otra". 
José María Morelos y Pavón estuvo de acuerdo con la tesis de igualdad de las naciones pero difirió en lo relativo a la común sujeción al rey. Cuando leyó por primera vez estos postulados, se encontraba en Acapulco, y para celebrar, alzó una copa y dijo: "Viva España, pero España hermana, no dominadora de América". El doctor Cos continuó trabajando en diversos documentos al lado de López Rayón.
Estando bajo constantes ataques, los insurgentes mantuvieron la comunicación por medio de correo. En octubre, López Rayón, con la ayuda de José María Cos, redactó una propuesta de constitución. Cuando Morelos recibió dicha propuesta, envió sus comentarios mediante una carta firmada el 2 de noviembre de 1812, compartió algunos puntos y realizó observaciones a otros, pero sin duda, lo más relevante fue la discrepancia de no reconocer a la figura monárquica de Fernando VII.
A pesar de que aún se desconocía que años más tarde Fernando VII anularía la Constitución de Cádiz e implantaría nuevamente el régimen absolutista, Morelos no aceptaba la posibilidad de una monarquía republicana y fue más contundente. El 7 de noviembre, rechazó el fernandismo a pesar de la oposición de Rayón quien siempre consideró que la cobertura de Fernando VII beneficiaría a la causa. Morelos se pronunció por la República: "a un reino conquistado le es lícito reconquistarse y a un reino obediente le es lícito no obedecer a un rey, cuando es gravoso en sus leyes". 

En cuanto al punto 59 de nuestra Constitución, por lo respectivo a la soberanía del Sr. D. Fernando VII, como es tan pública y notoria la suerte que le ha cabido a este grandísimo hombre, es necesario excluirlo para dar al público la Constitución.
José María Morelos, 7 de noviembre de 1812

Poco tiempo después, la junta de Zitácuaro comenzó a desintegrarse debido a disputas personales entre los vocales. Inútilmente Rayón intentó restablecer la unión de los mismos, ante tales expectativas Morelos decidió convocar un nuevo congreso en Chilpancingo.

## Proclamación de losSentimientos de la Nación

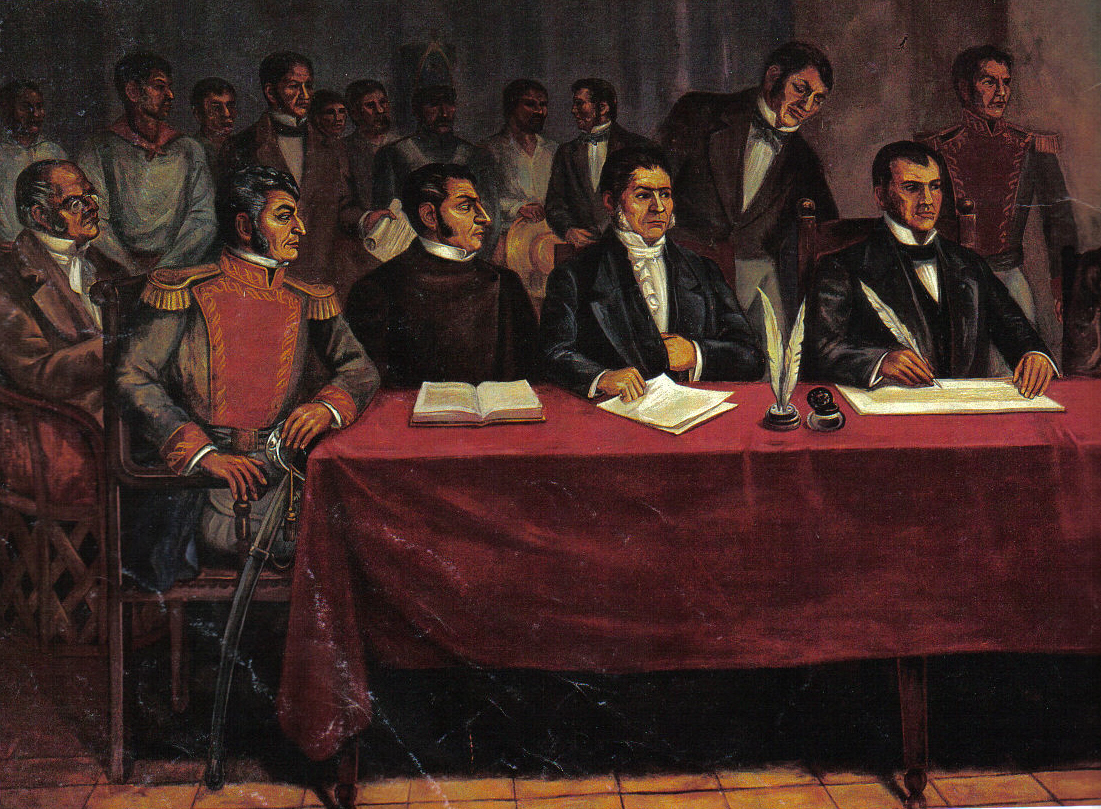
Congreso de Anáhuac

Asistieron al Congreso de Anáhuac doce delegados en representación de provincias, entre ellos: José María Cos, Andrés Quintana Roo, Carlos María Bustamante, Ignacio López Rayón, José Manuel de Herrera, José María Liceaga, José Sixto Verduzco y el propio Morelos. El 14 de septiembre de 1813 fue el día en que se instaló el primer parlamento constituyente, y Morelos pronunció en el discurso inaugural los Sentimientos de la Nación. De entre los veintitrés puntos de que consta el documento, lo más relevante del contenido fue lo siguiente:
1.- Declarar la independencia y libertad de América de España, de cualquier otra Nación, gobierno o monarquía.
2.- Reafirmar la religión católica como la única aceptada sin tolerancia de otra.
5.- Establecer que la soberanía dimanaría del pueblo y del Supremo Congreso Nacional Americano compuesto por representantes de cada provincia en igualdad de números, eliminándose la figura del rey de España.
6.- Una vez reconocida la soberanía de la nación y con una política inspirada en la Revolución francesa, el gobierno se dividiría en tres poderes: legislativo, ejecutivo y judicial.
9.- Con la finalidad de proteger a los americanos, los empleos quedarían reservados para estos.
11.- Se cambiaría la forma de gobierno, se eliminaría el sistema monárquico y se establecería un gobierno liberal.
12.- Socialmente se pretende una mayor igualdad, reduciendo el tiempo de los jornales y se debe procurar mejores costumbres para las clases marginadas. De esta manera Morelos exhortó al Congreso trazar leyes para moderar la opulencia y la pobreza y lograr así una mayor igualdad social
15.- Se proscribe la esclavitud y la distinción de castas para siempre y establece que todos queden iguales.
22.- Se desaparecen las alcabalas, estancos y el tributo de los indígenas.
Al día siguiente, el nuevo Congreso decidió nombrar a Morelos con el cargo de general y tratamiento de "Excelentísimo", pero el caudillo no aceptó tal nombramiento y pidió ser llamado "Siervo de la Nación". Siendo fiel a su ideología, se sometió al Congreso, lo cual fue un error estratégico pues los miembros del organismo pocas veces consensuaron acuerdos militares y obstaculizaron la libertad de acción y la unidad de mando requerida por las fuerzas de los insurgentes.

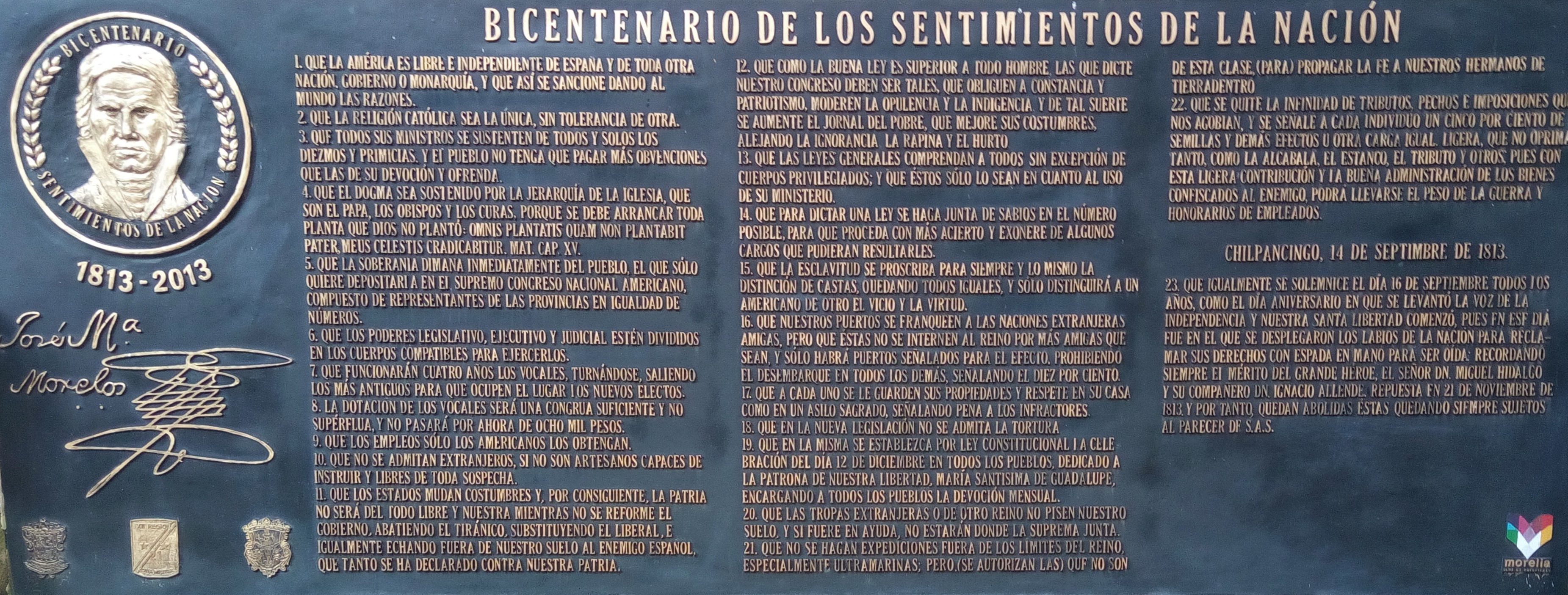
Placa conmemorativa de los 200 años de los "Sentimientos de la Nación" en la Casa Natal de Morelos.

## Repercusiones
El 6 de noviembre del mismo año, el Congreso de Anáhuac proclamó la separación de la Nueva España mediante el Acta Solemne de la Declaración de Independencia de la América Septentrional la cual se fundamentó en gran medida en los "Sentimientos de la Nación" expresados por Morelos.
Un año más tarde el 22 de octubre de 1814 se sancionó el Decreto Constitucional para la Libertad de la América Mexicana, documento que es referido como la Constitución de Apatzingán y considerada la primera constitución del México independiente. El documento se inspiró más en la Constitución francesa de 1791, que en la Constitución de Cádiz, pero con la diferencia de no reconocer ninguna figura monárquica, tal y como fue señalado en los Sentimientos de la Nación. Debido a la situación de guerra, la Constitución de Apatzingán solo entró en vigor en el territorio dominado por los insurgentes. Consumada la Independencia de México, se estableció el Primer Imperio Mexicano. Al establecimiento de la República, se dio una constante pugna entre liberales y conservadores hasta la década de 1860.